# Рёгниц
Рёгниц (нем. Rögnitz) — община в Германии, в земле Мекленбург-Передняя Померания.
Входит в состав района Северо-Западный Мекленбург. Подчиняется управлению Гадебуш. Население составляет 199 человек (на 31 декабря 2010 года). Занимает площадь 11,42 км².